# Sun Chuanfang
Sun Chuanfang, född 1885 i Licheng härad, Shandong, död 13 november 1935 i Tianjin, var en kinesisk krigsherre och politiker, också känd som "Nanking-krigsherren" eller ledare för "femprovinssambandet". Han tillhörde tillhörde Zhili-klicken och var "jademarskalken" Wu Peifus protegé.
Under Republiken Kinas första oroliga decennium fick han det militära kommandot över Zhejiang-provinsnen 1924. Under loppet av de följande åren utvidgade han sitt styre till provinserna Jiangsu, Fujian, Anhui och Jiangxi. Nanking blev hans högkvarter. Hans herravälde över östra Kina störtade samman i mars 1927 då Chiang Kai-sheks Norra expedition nådde Shanghai, varpå Sun flydde till Dalian som då kontrollerades av Japan.
Han lönnmördades i Tianjin 1935 av Shi Jianqiao, dotter till en officer som Sun låtit avrätta. Hon fick ett starkt folkligt stöd och benådades av Guomindang-regeringen.